# ميمي تشو
ميمي تشو (بالصينية: 朱咪咪؛ بالإنجليزية: Mimi Chu) هي ممثلة سنغافورية وماليزية، ولدت في 26 أكتوبر 1954 في إيبوه في ماليزيا.

## وصلات خارجية
- ميمي تشو على موقع IMDb (الإنجليزية)
- ميمي تشو على موقع ميوزك برينز (الإنجليزية)
- ميمي تشو على موقع ديسكوغز (الإنجليزية)
- ميمي تشو على موقع ديسكوغز (الإنجليزية)